# Lil' Kim
Lil' Kim, artiestennaam van Kimberly Denise Jones (New York, 11 juli 1974), is een Amerikaanse rapster, model, songwriter en actrice. Ze is ook bekend onder de naam Queen Bee.
Ze heeft veel prijzen gewonnen, waaronder een BET Award en Grammy Award. Als goedverkopende vrouwelijke rapster, was zij met haar rapstijl heel invloedrijk voor andere rapsters.
Ze is bekend van hits zoals "How Many Licks?", "Lady Marmalade", "The Jump Off", "Magic Stick", en "Lighters Up". Ze heeft met bijzonder veel artiesten samengewerkt, onder wie: Sisqó, P. Diddy, The Notorious B.I.G., Mobb Deep, 50 Cent, Twista, Christina Aguilera, Missy Elliott, Junior M.A.F.I.A., Maino en Lil' Shanice.

## Biografie
Lil' Kim werd geboren in Brooklyn, New York. Ze kreeg de naam Lil' (afkorting van little = klein) omdat ze klein is. Op haar negende jaar scheidden haar ouders van elkaar, wat het begin betekende van haar bewogen leven. Na de scheiding ging Lil' Kim bij haar vader wonen maar niet lang daarna werd ze het huis uitgezet en leefde ze afwisselend bij vrienden, daarna weer een tijd op straat. Op de straat leerde ze rappen en dat ging op een gegeven moment zo goed dat ze in 1993 werd opgemerkt door rapper Christopher Wallace, The Notorious B.I.G. Ze kregen een tijd lang in het geheim een relatie.

### Junior Mafia en Hard Core
Eind 1994 was Christopher bezig een rapgroep op te zetten en te promoten met de naam Junior M.A.F.I.A.. Kim maakte ook deel uit van deze groep waarin ze bekendstond als de "luitenant" of "Big Momma". Het enig uitgebrachte album door de groep is getiteld Conspiracy to insert. De groep bracht zijn eerste single, "Playas Anthem", uit, die hoog in de Rap chart van de VS kwam te staan. De daaropvolgende singles "Need U Tonight" met Aaliyah en "Get Money" werden tot goud bekroond en haalden het tot de top 20 van de Billboard Hot 100. Het album stond op nummer 8 in de Billboard 200 waarmee dit album het ook tot goud maakte.
Na een jaar Junior Mafia begon Lil' Kim haar solocarrière en de opname van haar eerste debuutalbum Hard Core, dat op 12 november 1996 in de VS uitkwam. Van het album werden in de eerste week 88.653 stuks verkocht en het kwam binnen op nummer 2 in de Amerikaanse Rap Chart en op nummer 11 op de Billboard Hot 100. Haar eerste single "No Time" samen met Puff Daddy werd snel platinum. Het album bracht later "Crush on You" (2x platinum) en de platinumsingle "Not Tonight (Remix)" (met bijdragen van Left Eye van TLC, Da Brat, Missy Elliott en Angie Martinez) uit. Not Tonight haalde no. 6 op de Billboard Hot 100 en zo behaalde ze ook haar eerste nominatie voor een Grammy Award. Lil' Kim heeft veel prijzen gewonnen voor haar album Hard Core.
In maart 1997 werd Kims mentor en geheime liefde, Notorious B.I.G doodgeschoten in Los Angeles. Kim stortte emotioneel bijna in. Ze raakte in een zware depressie en nam een tijdlang pauze en maakte geen muziek meer.

### Fashion en The Notorious K.I.M.
Tussen 1998 en 1999 modelleerde Kim voor verschillende merken, waaronder Candies, Versace, Iceberg en Baby Phat. Ook tijdens prijsuitreikingen, gala's en andere feestelijkheden stond ze bekend om haar fraaie, veel blootgevende pakjes, gekleurde pruiken en kleurlenzen. Ook liet ze meerdere malen borstvergroting toepassen, waar ze bijzonder veel kritiek voor kreeg. Lil' Kim heeft ook nog op tientallen magazinecovers gestaan o.a die van: The Source, Vibe, Essence, Vogue en nog vele meer. In 1999 trad ze op met P. Diddy's "No Way Out" tour en lanceerde zij haar eigen muzieklabel genaamd: Queen Bee Entertainment.
In de zomer van 2000 bracht ze haar tweede album The Notorious K.I.M. uit, met bekende nummers zoals "How Many Licks?" en "No Matter What They Say". De nummers op dit album staan bekend als een soort Pop-Rap die volgens sommigen erg commercieel klinken. Ondanks het kleine succes van de singles deed het album in de VS het uitzonderlijk goed. Het verkocht daar in de eerste week 230,000 stuks (en uiteindelijk 3 miljoen wereldwijd) en kwam op de No. 4 in de Top 200 Albums Charts.
In 2001 coverde ze samen met P!nk, Mýa, Christina Aguilera en Missy Elliott het nummer Lady Marmalade, oorspronkelijk gezongen door meidengroep Labelle (inclusief diva Patti LaBelle) 25 jaar eerder. Het nummer werd opgenomen als soundtrack voor de film Moulin Rouge! en werd in april van dat jaar uitgebracht. De song werd een wereldhit en stond in 50 landen op No. 1. Hiermee haalde kim haar tot nu toe eerste Grammy Award binnen.
In 2003 nam Lil' Kim een nieuw entree nummer voor een vrouwelijke worstelaar uit de World Wrestling Entertainment genaamd Time to Rock N Roll.
Deze single staat op WWE Anthology, een compilate van entree liederen van verschillende WWE worstelaars.

### La Bella Mafia en The Naked Truth
Begin 2003 bracht Lil' Kim haar derde album uit, genaamd La Bella Mafia (Italiaans voor De Mooie Mafia). De nummers op dit album staan in het algemeen bekend als Gangsta rap. Uitgebrachte singles waren "The Jumpoff" (met Mr. Cheeks), "Magic Stick" (met 50 cent) en "Thug Luv" (met Twista). (Het was nog de bedoeling dat er een clip gemaakt zou worden voor "Magic Stick" maar deze werd na een conflict tussen 50 Cent en Kim geschrapt).
La Bella Mafia is twee maal genomineerd voor een Grammy Award, een voor Best Female Rap Solo Performance ("Came Back For You") en voor Best Rap Collaboration ("Magic Stick"). Ze is ook genomeerd voor Best Pop Collaboration met zangeres Christina Aguilera voor het nummer "Can't Hold Us Down", van Aguilera's album "Stripped".

#### Royalty by Lil' Kim
In zomer 2004 lanceerde ze haar eigen horlogelijn, genaamd: Royalty by Lil' Kim.
Deze dameshorloges zijn in Hollywood populair en worden o.a gedragen door: Tyra Banks, Alicia Keys, Ashlee Simpson, Jessica Alba, Anna Nicole Smith, Jessica Simpson, Queen Latifah, Victoria Gotti, Free, Bonnie Fuller, Naomi Campbell, Sunny, Kimora Lee Simmons, Wendy Williams en Lil' Kim zelf.

### Gevangenis en trivia
In juli 2005 werd Lil' Kim veroordeeld wegens meineed. Ze loog onder ede over de aanwezigheid van twee vrienden bij een schietincident in 2001 voor radiostudio Hot 97. Bij het schietincident raakte een man gewond. Na een gevangenisstraf van 10 maanden te hebben uitgezeten, is Lil' Kim weer een vrij mens. Kim moest officieel een straf van 366 dagen uitzitten, maar werd wegens goed gedrag vervroegd vrijgelaten. Tijdens haar gevangenistijd schreef ze meer dan tweehonderd nummers. In mei 2006 bracht Deborah Harry het nummer "Dirty and Deep" uit als protest tegen Kims veroordeling.
In augustus 2006 klaagde reggaezangeres Tanya Stephens Kim aan omdat het nummer “Durty” van Kims album The Naked Truth volgens Stephens identiek is aan een nummer van haar uit 1997, genaamd “Mi and Mi God”. Kim heeft Stephens zelfs een keer naar New York laten komen om mee te zingen op een van haar albums. Haar zang is echter nooit op een album van de hiphop-ster verschenen.

## Discografie

### Albums
- Hard Core (12 november 1996) Studio Album
- The Notorious K.I.M. (27 juni 2000) Studio Album
- La Bella Mafia (4 maart 2003) Studio Album
- The Naked Truth (27 september 2005) Studio Album
- The Dance Remixes (5 juni 2006) Remix Album
- Ms. G.O.A.T. (3 juni 2008) Mixtape
- Black Friday (14 februari 2011) Mixtape
- Hard Core Mixtape 2K14 (11 september 2014) Mixtape

### Singles
| Single met eventuele hitnotering(en) in de Nederlandse Top 40 | Datum van verschijnen | Datum van binnenkomst | Hoogste positie | Aantal weken | Opmerkingen                                                                                              |
| ------------------------------------------------------------- | --------------------- | --------------------- | --------------- | ------------ | --- |
| No Time                                                       | 1996                  | -                     | -               | -            | - |
| Crush On You                                                  | 01-1997               | -                     | -               | -            | - |
| Not Tonight (remix)                                           | 04-1997               | -                     | 31              | -            | met Left Eye (Lisa Lopes), Da Brat, Missy Elliott en Angie Martinez                                      |
| Notorious B.I.G.                                              | 2000                  | -                     | tip11           | -            | met The Notorious B.I.G. en Puff Daddy                                                                   |
| No Matter What They Say                                       | 27-06-2000            | -                     | -               | -            | - |
| How many Licks?                                               | 07-2000               | -                     | 6               | -            | met Sisqó                                                                                                |
| Hold On                                                       | 2000                  | -                     | -               | -            | met Mary J. Blige                                                                                        |
| Wait A Minute                                                 | 2001                  | -                     | 75              | -            | met Ray J                                                                                                |
| Lady Marmalade                                                | 27-03-2001            | 16-6-2001             | 2               | 14           | met Christina Aguilera, P!nk & Mýa / Soundtrack Moulin Rouge! / Nr. 2 in de Single Top 100 / Alarmschijf |
| In The Air Tonite                                             | 14-08-2001            | -                     | 30              | -            | met Phil Collins                                                                                         |
| Kimnotyze                                                     | 30-09-2002            | -                     | -               | -            | met DJ Tomekk                                                                                            |
| The Jump off                                                  | 03-2003               | -                     | 85              | -            | met Mr. Cheeks                                                                                           |
| Can't Hold Us Down                                            | 08-2003               | -                     | 10              | -            | met Christina Aguilera                                                                                   |
| Magic Stick                                                   | 02-2003               | -                     | -               | -            | met 50 Cent                                                                                              |
| Thug Luv                                                      | 2003                  | -                     | -               | -            | met Twista                                                                                               |
| Lighters Up                                                   | 09-2005               | -                     | -               | -            | - |
| Whoa                                                          | 02-2006               | -                     | -               | -            | - |
| Let It Go                                                     | 19-06-2007            | -                     | -               | -            | met Keyshia Cole en Missy Elliott                                                                        |

| Single met hitnotering(en) in de Vlaamse Ultratop 50 | Datum van verschijnen | Datum van binnenkomst | Hoogste positie | Aantal weken | Opmerkingen                                                 |
| ---------------------------------------------------- | --------------------- | --------------------- | --------------- | ------------ | ----------------------------------------------------------- |
| It's All About The Benjamins                         | 1997                  | 14-02-1998            | tip8            | -            | met Puff Daddy, The Family, The Notorious B.I.G. en The Lox |
| Notorious B.I.G.                                     | 1999                  | 26-02-2000            | tip15           | -            | met Notorious B.I.G. en Puff Daddy                          |
| How Many Licks?                                      | 2000                  | 24-03-2001            | 7               | 13           | met Sisqó                                                   |
| Lady Marmalade                                       | 2001                  | 23-06-2001            | 2               | 17           | met Christina Aguilera, Mya, Lil' Kim en P!nk               |
| In The Air Tonite                                    | 2001                  | 11-08-2001            | 7               | 14           | met Phil Collins                                            |
| The Jump Off                                         | 2003                  | 12-04-2003            | 27              | 10           | met Mr. Cheeks                                              |
| Kimnotyze                                            | 2002                  | 24-05-2003            | 38              | 5            | met DJ Tomekk en Trooper Da Don                             |
| Can't Hold Us Down                                   | 2002                  | 27-09-2003            | 7               | 10           | met Christina Aguilera                                      |
| Get Down On It                                       | 2004                  | 29-01-2005            | 24              | 5            | met Blue, Kool en The Gang                                  |

### Overig Werk
- 1994: "Fuck Me" (met The Notorious B.I.G., van Ready to Die)
- 1995: "Conspiracy" (met Junior M.A.F.I.A., van Conspiracy)
- 1995: "I Need You Tonight" (met Junior M.A.F.I.A., van de I Need You Tonight single)
- 1995: "Player's Anthem" (met Junior M.A.F.I.A., van de Player's Anthem single
- 1996: "Float On" remix (met de Isley Brother's)
- 1996: "No More Games" (met Skin Deep, van Skin Deep
- 1996: "Time To Shine" (met Mona Lisa van de Don't Be A Menace soundtrack)
- 1996: "No One Else Remix" (met Total, Foxy Brown, Da Brat van Total)
- 1997: "Don't Stop What Your Doing" met Puff Daddy van No Way Out
- 1997: "It's All About The Benjamins" met Puff Daddy van No Way Out
- 1997: "It's All About The Benjamins" (Rock Remix) met Puff Daddy van de It's All About the Benjamins cd-single
- 1997: "Will They Die For" met Ma$e van Harlem World
- 1997: "Call Me" met Too Short van de Booty Call soundtrack
- 1997: "Hit Em Wit Da Hee" met Missy Elliott van Supa Dupa Fly
- 1997: "I Can Love You" met Mary J. Blige van Share My World
- 1997: "Just Like Me" met Usher van My Way
- 1997: "Money Talks" met Andrea Martin, Lil' Cease van de Money Talks soundtrack
- 1997: "Give It Up" met SWV van Release Some Tension
- 1997: "I Know What Girls Like" met Jay-Z van Vol.1 In My Lifetime
- 1997: "Another" met The Notorious B.I.G. van Life After Death
- 1998: "Money. Power, & Respect" met The Lox van Money, Power, & Respect
- 1998: "The Only One" met 112 van Room 112
- 1998: "You Get Dealt Wit" met Jermaine Dupri van Life In 1472
- 1999: "Play Around" met Lil' Cease van The Wonderful world of Cease-a Leo
- 1999: "Quiet Storm" (remix) met Mobb Deep van Murda Muzik
- 1999: "Da Butta" met Will Smith van Willenium
- 1999: "Get Naked" met Methods of Mayhem
- 1999: "Would You Die For Me" met The Notorious B.I.G. van Born Again
- 1999: "Biggie" met The Notorious B.I.G. van Born Again
- 1999: "Notorious" met The Notorious B.I.G. van Born Again
- 1999: "Gangsta Shit" met P. Diddy van Forever
- 1999: "Journey Through The Life" met P. Diddy van Forever
- 1999: "Real Ni**as" met P. Diddy van Forever
- 1999: "Satisfy You" (remix) met P. Diddy van de Satisfy You cd-single
- 2001: "Espacio" met Black Rob van Life Story
- 2001: "Get Crunked Up" (remix) met Iconz van Street Money Vol 1.
- 2001: "Wait A Minute" met Ray J van This Aint A Game
- 2001: "Lady Marmalade" met Christina Aguilera, Pink, Mýa van de Moulin Rouge! soundtrack
- 2001: "Freak Freak" met Product G&B van Ghetto Blues
- 2001: "Do You Wanna Roll" met RL & Beenie Man van de Dr. DoLittle 2 soundtrack
- 2001: "In The Air Tonight" met Phil Collins van Urban Renewal
- 2002: "Fresh From Yard" met Beenie Man van Tropical Storm
- 2002: "Shake Ya Body" met Jay-Z van Best of Both Worlds
- 2002: "Gone Dilirious" met Swizz Beatz van Swizz Beatz Presents G.H.E.T.T.O. Stories
- 2002: "Kimnotyze" met DJ Tomekk van Beat of Life
- 2002: "10 Commandments" met Lil' Mo van Meet The Girl Next Door
- 2002: "I Need That" met 3LW van A Girl Can Mack
- 2002: "Can't Hold Us Down" met Christina Aguilera van Stripped
- 2002: "Rock The Party" (remix) met Benzino van Redemption
- 2002: "Impatient" met Blu Cantrell van Bittersweet
- 2003: "Cell Block Tango" met Queen Latifah, Macy Gray van de Chicago soundtrack
- 2003: "Body Kiss" met Isley Brothers van Body Kiss
- 2003: "Do That Thing" met B2K van de You Got Served soundtrack
- 2003: "Can't Hold Us Down" met Christina Aguilera
- 2004: "Get Down On It" met Blue van het Kool & The Gang Tribute Album
- 2004: "Get Ya Shit Together" met T.I. van Urban Legend
- 2004: "Sugar" met Trick Daddy van de Sugar cd-single
- 2005: "Do The Damn Thing" met Rupee van de Do The Damn Thing cd-single
- 2005: "Do Wrong" met Twista van The Day After
- 2005: "Stomp" met Maino

## Beeldmaterialen
- 2000: Best of Lil' Kim
- 2005: Meaning of Family
- 2006: The Brooklyn Queen

## Filmografie
- She's All That (1999)
- Longshot (2000)
- Zoolander (2001) (Cameo)
- Juwanna Mann (2002)
- Those Who Walk in Darkness (2003)
- Gang of Roses (2003)
- Nora's Hair Salon (2004)
- You Got Served (2004)
- Lil' Pimp (2005) (stem)
- There's a God on the Mic (2005) (documentaire)
- Lil Kim: Countdown to Lockdown (2006)
- Sex And The City: as Lil Kim (2007)